# František Ladislav Čelakovský
František Ladislav Čelakovský pseudonim Marcian Hromotluk (ur. 7 marca 1799 w Strakonicach, zm. 5 sierpnia 1852 w Pradze) – czeski pisarz, poeta, krytyk i tłumacz. Przedstawiciel czeskiego odrodzenia narodowego. Jego synem był botanik Ladislav Čelakovský.

## Życiorys

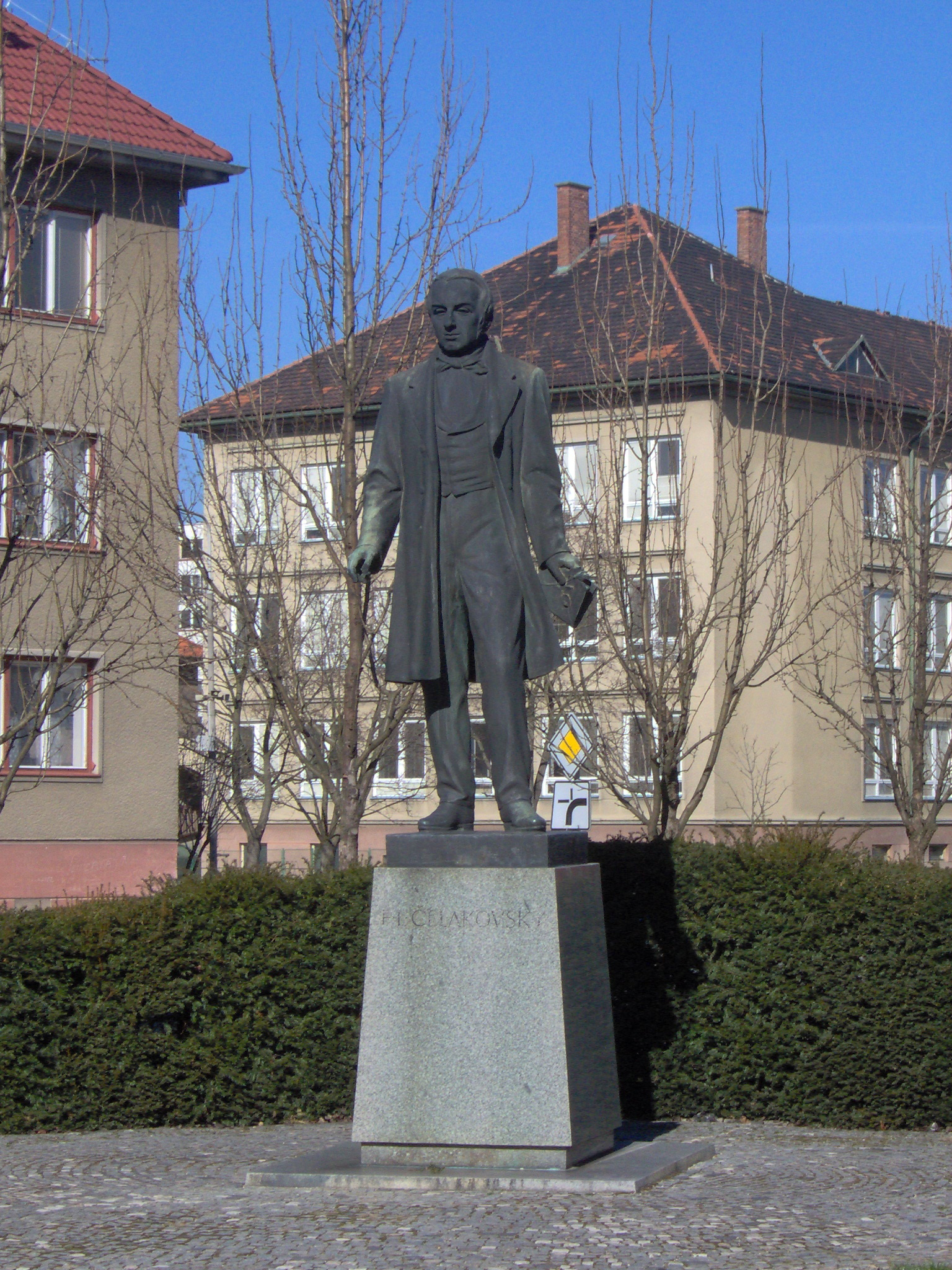
František Ladislav Čelakovský – pomnik w Strakonice

Od 1812 roku uczęszczał do niższego gimnazjum w Czeskich Budziejowicach, następnie uczył się w gimnazjum w Písku. Po ukończeniu szkoły średniej rozpoczął studia filozoficzne w Pradze. Problemy finansowe zmusiły go do przerwania studiów i rozpoczęcia nauczania w liceum w Czeskich Budziejowicach. Niedługo potem został zmuszony do rezygnacji z tej pracy. Przyczyną było, zabronione wówczas, odczytywanie na głos dzieł Jana Husa. Nauczanie kontynuował w Linzu i w Pradze.
Do 1829 roku pracował jako wychowawca i tłumacz.
W 1830 roku otrzymał ofertę pracy w Rosji. Wspólnie z Pawłem Józefem Šafaříkem i Václavem Hanką miał otworzyć i prowadzić słowiańską bibliotekę w Petersburgu. Nie podjął się tego zadania, ponieważ otrzymał od Františka Palackiego ofertę pracy u księcia Kinskégo. Początkowo pracował jako prywatny nauczyciel, później wprowadzał korekty w czasopiśmie duchownych katolickich.
W 1833 roku został redaktorem Pražských novin. W 1834 roku przekształcił Rozmanitosti, załącznik Pražských novin, w czasopismo Česká Wčela. Po ukazaniu się w Pražských novinach krytycznego artykułu potępiającego politykę popowstaniową cara Rosji Mikołaja I wobec Polaków w grudniu 1835 roku pisarz został zwolniony z redakcji.
Od 1838 roku ponownie pracował u księcia Kinskégo jako bibliotekarz.
W 1842 roku został profesorem literatury słowiańskiej na Uniwersytecie Wrocławskim. We Wrocławiu wykładał do 1849 roku, czyli do momentu, kiedy otrzymał propozycję objęcia katedry literatury słowiańskiej na Uniwersytecie Karola w Pradze.

## Twórczość
Twórczość literacką Čelakovský rozpoczął w latach 20. XIX wieku. Czerpał inspirację z dorobku literackiego Josefa Jungmanna. Swoimi dziełami wzbogacił nurt zwany obecnie Jungmannowską szkołą poetycką i naukową. Wiele jego książek zawierało ilustracje wykonane przez Adolfa Kašpara.

### Poezja
- Smíšené básně (Zbiór wierszy),
- Dennice (Dzienniczek) – almanach,
- Růže stolistá (Róża stulistna) – ostatni zbiór 100 krótkich wierszy,
- Spisův básnických knihy šestery (Spis wierszy z sześciu tomów) – zbiór wierszy wybranych przez autora.

Ogłoszone dzieła poetyckie: forma literacka stylizowana na ustnych przekazach ludowych, łącząca się z romantycznym podziwem folkloru. Pierwsze próby z tą formą literacką znane były przed twórczością Čelakovskiego, ale dopiero w jego dziełach styl ten stał się wzorem stosowanym w poezji.
- Ohlas písní ruských (Odgłos pieśni ruskich) (1829) – epicki zbiór wierszy inspirowany rosyjską byliną (rosyjski epos historyczny),
- Ohlas písní českých (Odgłos pieśni czeskich) (1839) – zbiór anakreontyków i fraszek[5].

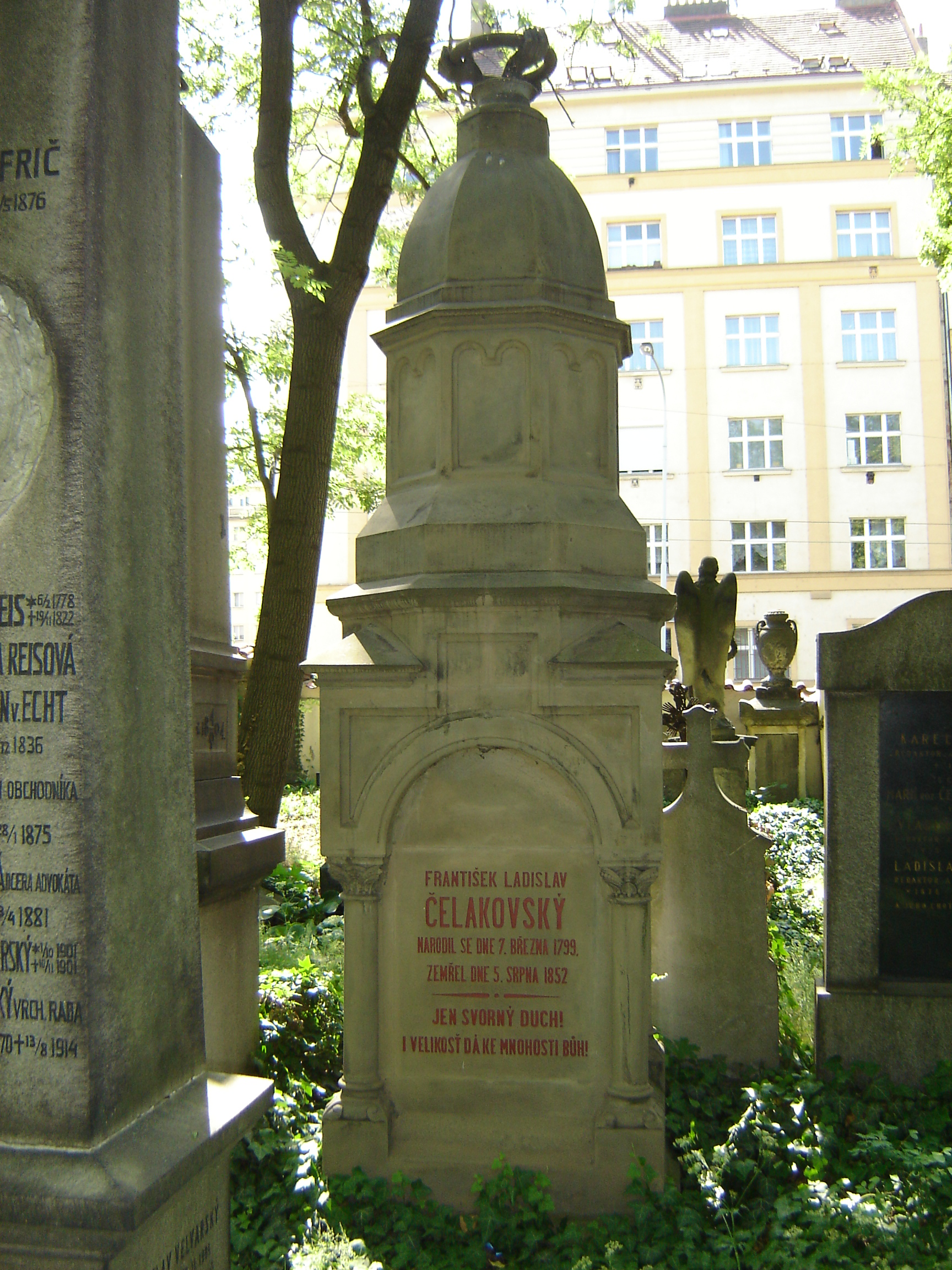
Grób Františka Ladislava Čelakovskýego na Cmentarzu Olszańskim w Pradze

### Wydane pieśni ludowe
- Slovanské národní písně (Słowiańskie pieśni narodowe)
  1. część zawiera czeskie, morawskie i słowackie pieśni, dedykowane Václavowi Hance.
  2. część zawiera rosyjskie, serbskie i łużyckie pieśni, każda pieśń cytowana jest w oryginale, po drugiej stronie znajduje się jej czeski przekład, dedykowane Kazimierzowi Brodzińskiemu.
  3. część (pierwotnie nie planowana) zawiera pieśni, które nie zostały opublikowane w poprzednich częściach, dedykowane Vukowi Karadžiciowi.
- Mudrosloví národa slovanského v příslovích (Mądrości narodów słowiańskich w przysłowiach) – zbiór słowiańskich przysłów, po raz pierwszy zostały rozróżnione przysłowia i porzekadła. Każde przysłowie jest opracowane i porównywane. Dzieło obejmuje 15 tys.zapisów uporządkowanych tematycznie tak, aby wypływała z nich tradycyjna życiowa filozofa Słowian. Dużym mankamentem dzieła jest brak spisu treści. Autor dopisał i opublikował Rozprava o slovanských příslovích (Rozprawę o słowiańskich przysłowiach). Rozprawa tworzy wstęp do Mądrości narodów słowiańskich w przysłowiach[6].

### Publikacje naukowe
- Slovník polabský (Słownik połabski) – słownik etymologiczny języka połabskiego,
- Dodatky ke slovníku Josefa Jungmanna (Dodatki do słownika Józefa Jungmana).

### Podręczniki
- Čítanky (Czytanki) – 3 dzieła, napisane na prośbę hrabiego Lva Thuna ówczesnego ministra szkolnictwa,
- Malý výbor z veškeré literatury české (Mały wybór ze wszelkiej czeskiej literatury) – dzieło, które prawdopodobnie miało być podręcznikiem, stało się bardzo popularnym przeglądem czeskiej literatury.

### Przekłady
- O městě Božím (O Mieście Bożym) świętego Augustyna,
- Litevské národní písně (Litewskie pieśni narodowe),
- Márinka (Marynka) Johanna Wolfganga von Goethego,
- Jezerní panna (Pani Jeziora) Waltera Scotta,
- Listové dávnověkosti (Liście przedwieczne) Johanna Gottfrieda Herdera.

### Pośmiertnie
Prace naukowe wydane przez Macierz Czeską:
- Čtení o srovnávací mluvnici jazyků slovanských (Lektura o porównaniach gramatycznych języków słowiańskich)
- Čtení o počátcích dějin vzdělanosti národů slovanských (Lektura o początkach dziejów kultury narodów słowiańskich).